# اود باناسیاک
اود باناسیاک (انگلیسی: Aude Banasiak؛ زادهٔ ۸ october ۱۹۷۵ (۴۹ سال)) بازیکن فوتبال اهل فرانسه است.
از باشگاه‌هایی که در آن بازی کرده‌است می‌توان به باشگاه فوتبال زنان پاری سن ژرمن اشاره کرد.
وی همچنین در تیم ملی فوتبال زنان فرانسه بازی کرده‌است.